# Прасат Та Муен Тхом
Прасат Та Муен Тхом (тай. ปราสาทตาเมือนธม ปราสาทตาเมือนธม, RTGS : Prasat Ta Muean Thom,) або Prasat Ta Moan Thom (кхмер. ប្រាសាទតាមាន់ធំ, трансліт. Prasat Ta Moan Thom) — стародавній індуїстський кхмерський храм, розташований поблизу тайсько-камбоджійського кордону.
Його кхмерська назва буквально перекладається як «Великий храм Діда Курки». Він розташований недалеко від двох споріднених храмів у густолісистій місцевості, куди важко дістатися на одному з перевалів через гори Дангрек. Прасат Та Муен Тох («Малий храм Діда Курки»), лікарняна каплиця, знаходиться за два з половиною кілометри на північний захід, а лише за 300 метрів від неї знаходиться каплиця будинку відпочинку Прасат Та Муен («Храм Діда Курки»). Протягом 1980-х-90-х років, коли Червоні кхмери Кампучії контролювали цей район, храми в регіоні були розграбовані червоними кхмерами для фінансування своєї партизанської кампанії. Багато архітектурних творів та оригінальних скульптур було вкрадено, іноді відірвано за допомогою динаміту, та вивезено контрабандою з Камбоджі або продано на чорному ринку. Ці три храми, розташовані на відстані кількох сотень метрів один від одного, утворювали комплекс, який був важливою зупинкою на головному маршруті Кхмерської імперії, Стародавньому кхмерському шляху від її столиці Ангкору до головного адміністративного центру на північному заході, Фімаї (нині в Таїланді).

## Розташування
Храм розташований на перевалі Та Муен Тхом на вершині схилу гір Дангрек, які утворюють сучасний кордон між Камбоджею та Таїландом у регіоні, огородженому дротяним парканом. На північ від кордону знаходиться плато Хорат, а на півдні дві країни розділені довгими скелями, оскільки гори утворюють стрімкі обриви, що спускаються до рівнин, з'єднаних з північно-західною частиною Камбоджі. Назва Та Муен Том мовою куї писалася як Таа-Міан Пхуед, що означає «Великі (споруди) на честь Таа-Міан». Ця споруда в минулому, де слонів-куї використовували для пересування та лову слонів з низин, так звана «Катае Кхмаеррр» (กะแต๊ะขแมรรร), була побудована з латериту та має прямокутну форму з входом, зверненим на південь, що дуже незвично для кхмерських храмів, які зазвичай звернені на схід. Вважається, що це пов'язано з топографією, оскільки вона призначена як для зустрічі мандрівників, які щойно піднялися на перевал з рівнин внизу, так і для забезпечення зручної позиції зі стратегічним видом на південь, вниз по горах. Розміри храмової огорожі становлять 46 на 38 метрів, а її центр — святилище, побудоване з рожево-сірого пісковика, перед яким розташовані мандапа та антарала. Природний канал у скельній корінних породах використовувалася як сомасутра, лійка, яка транспортувала святу воду, що використовувалася в ритуалах, від статуї в головній камері, що витікає з гарбхагріхи та вказує на відносну важливість місця.
На північній стороні знаходяться дві вежі та дві інші латеритові будівлі, які досі стоять, а також фундаменти трьох інших будівель, які вже не існують. Ці будівлі є залишками будинку відпочинку на шосе та лікарні Джаявармана VII, зведених для доповнення храмового комплексу, де паломники та мандрівники проводили ніч та відновлювалися перед наступним етапом своєї подорожі. На південному фасаді, з того ж боку, що й головний вхід, знаходиться головна гопура, яка набагато більша за інші. До входу до храму ведуть великі широкі круті латеритові сходи, також звернені на південь і тягнуться далеко вниз на камбоджійську територію. Є також латеритові сходи, які ведуть вниз до струмка на камбоджійській стороні, який огинає храм. Орієнтація Та Муен Тхом дуже схожа на орієнтацію Прасат Хін Фімай та інших в історичному парку Фімай.
Нещодавні розкопки всередині головної вежі виявили існування природного лінгама, що виступає з вершини пагорба, навколо якого було збудовано храм. Подібний природний лінгам є в кхмерському храмі Ват Пху в Лаосі.

## Доступ
Під час камбоджійсько-таїландської прикордонної кризи 2008—2013 років, яка була зосереджена головним чином на володінні храмом Преах Віхеар, прикордонні зіткнення поширилися на Та Муен, і доступ до храму було тимчасово закрито. Після цього напруженість залишається високою, і туристам біля храму не дозволяється відходити далі, ніж на кілька метрів на південь від головного входу, а озброєна тайська прикордонна поліція стоїть на варті, щоб позначити кордон.

## Події
Два королівства Південно-Східної Азії мають давню суперечку щодо демаркації спільного кордону, яка сягає часів Французького Індокитаю. 
У липні 2025 На кордоні між Таїландом і Камбоджею спалахнули бойові дії, в районі храму. За даними влади Таїланду, внаслідок зіткнень загинули 12 людей, переважно цивільні.

## Галерея
|  |
|  |